# Гревилл, Урсула
Урсула Гревилл (англ. Ursula Greville; 1894 — 1991) — британская певица (сопрано), композитор и музыкальный журналист.
Дебютировала на оперной сцене в 1920 г. в партии Царицы ночи («Волшебная флейта» Вольфганга Амадея Моцарта). В дальнейшем, однако, в большей степени была известна как исполнительница народных песен и современных английских романсов, в том числе собственного сочинения. В 1921 г. совершила гастрольный тур по Великобритании, в 1922 г. концертировала в Германии, Австрии и Испании, в декабре дебютировала в Нью-Йорке; в 1923 г. выступала и совершенствовала своё мастерство в Италии. Уделяла особое внимание созданию сценического образа при исполнении песен; известно, что пение Гревилл высоко оценил Бэзил Бантинг.
В 1921 г. у Гревилл завязался роман с музыкальным издателем Джоном Кеннетом Кёрвеном, за которого она вскоре вышла замуж. Кёрвен передал Гревилл руководство музыкальным журналом The Sackbut, отправив в отставку первого главного редактора Питера Уорлока, отреагировавшего на случившееся непристойным лимериком. Гревилл возглавляла журнал вплоть до его закрытия в 1934 г. (несмотря на то, что к этому времени развелась с Кёрвеном и вышла замуж за этномузыковеда Курта Шиндлера, в значительной степени переселившись в США. В 1920-е гг. она публиковала статьи и рецензии о музыке и в других британских изданиях.
Помимо песен, Гревилл написала также оперетту «Золушка» (1931). После Второй мировой войны жила в США, в 1950-е гг. в соавторстве с третьим мужем Дэвидом Мортоном сочинила радиопьесу «Воссоединение семьи» (англ. Family reunion; 1954). Увлекалась эзотерикой, в конце 1930-х гг. была дружна с Израэлем Регарди, написала очерк о картах таро.
Урсуле Гревилл посвящена песня Now, O now Op. 51 No. 1 (1929, на стихи Джеймса Джойса) Юджина Гуссенса.